# HV 71
HV 71 je švedski hokejski klub iz Jönköpinga, ki je bil ustanovljen leta 1971. S petimi naslovi švedskega državnega prvaka je eden uspešnejših švedskih klubov. 

## Lovorike
- Švedska liga: 4 (1994/95, 2003/04, 2007/08, 2009/10, 2016/17)

## Upokojene številke
- 7 - Per Gustafsson, 1988-1996, 1999-2010
- 14 - Fredrik Stillman, 1982–1995, 1996–2001
- 15 - Stefan Örnskog, 1987–1998, 1999–2001